# 硒代硫酸钾
硒代硫酸钾是一种无机化合物，化学式為K2SeSO3。

## 结构
在硒代硫酸钾中，阴离子SeSO32-的S为中心原子。

## 性质
硒代硫酸钾可溶于水，其固体受热分解，产生硒化钾、多硫化钾和硫酸钾的混合物。
硒代硫酸钾也可以被酸分解，如：
K2SeSO3 + 2 HCl → 2 KCl + Se↓ + SO2↑ + H2O
也可以和某些金属的化合物（如银、汞的化合物等）反应：
K2SeSO3 + Ag2O → Ag2Se + K2SO4
K2SeSO3 + Hg(CN)2 + H2O → Hg2Se + K2SO4 + 2 HCN
其产物是它们的硒化物。
它有还原性，可以被单质碘氧化：
I2 + 2 K2SeSO3 → 2 KI + K2Se2S2O6（二硒代连四硫酸钾）
它和烯丙基氯或烯丙基溴反应，可以得到Se-烯丙基硒代硫酸钾。